# Monastero di Santa Maria del Popolo
Il monastero di Santa Maria del Popolo è un antico monastero, ormai ridotto a rudere, situato a Enna.

## Storia
Le prime notizie della presenza delle suore del monastero risalgono al 1530. I loro lavori per la chiesa, che fu dedicata a Santa Maria del Popolo, vennero compiuti nel 1740.

## Descrizione
Sono presenti pitture di Francesco Ciotti da Resuttano (Madonna col bambino, 1739), padre della pittrice Rosa Ciotti (autrice del piano regolatore di Villarosa).